# Сошник (артиллерия)

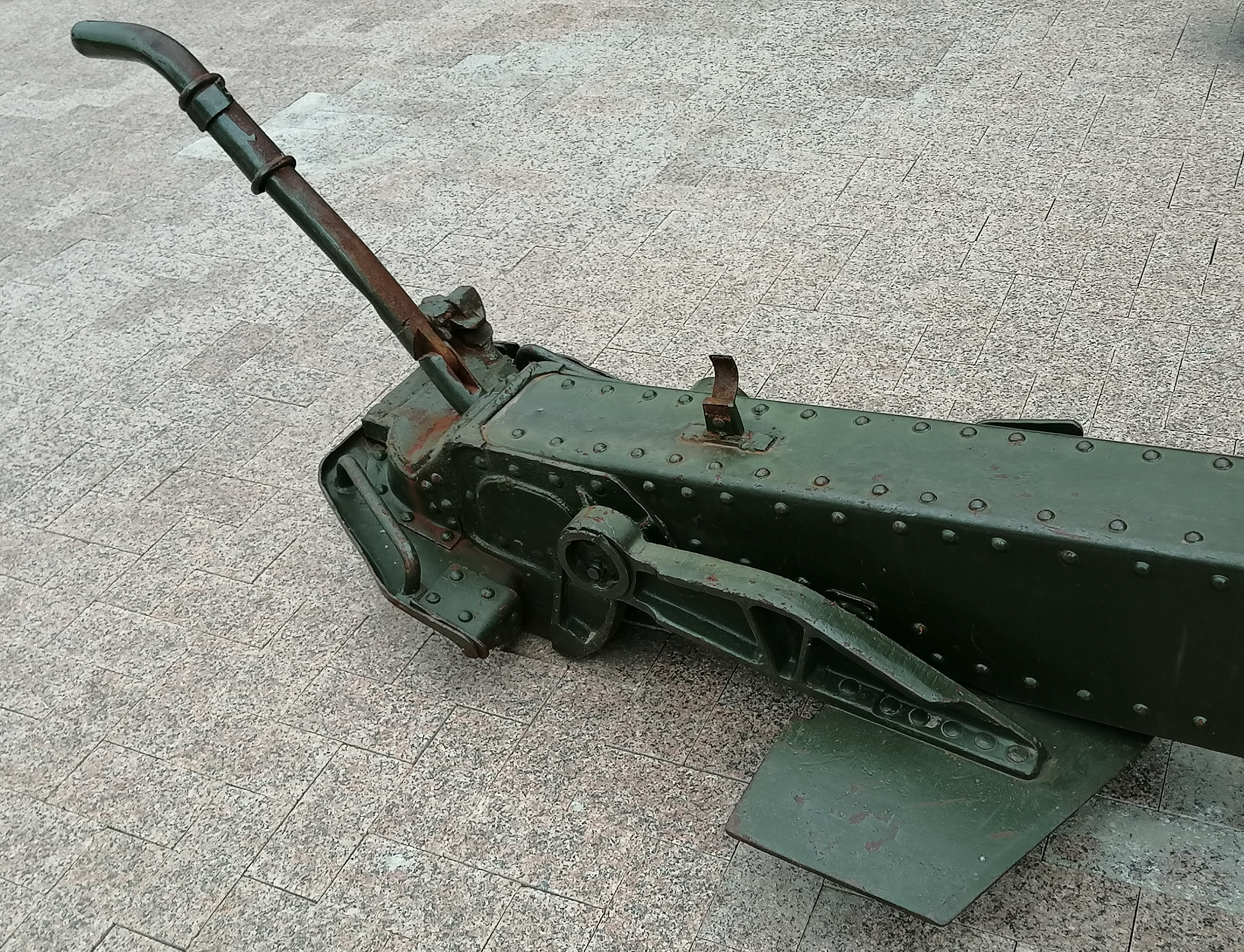
Сошник гаубицы М-30 в походном положение

Сошник — устройство на станине лафета, врезающееся в землю, используемое в конструкции артиллерийских орудий с целью уменьшения отката, грубой фиксации орудия (ствола) в боевом положении, а также его грубой стабилизации. 
При выстреле из орудия станок, удерживаемый сошником, остается на месте, орудие же вместе с салазками, обоймой и тормозным цилиндром движется назад, направляемое полозками, причём часть энергии отдачи поглощается гидравлическим тормозом, а остальная идет на сжатие буферов накатника. При езде (перемещении) сошник откидывается в транспортное положение.

## История
Сошник представляет собой, в зависимости от вида и типа орудия, устройство из пластины или ковша, прикрепляемого к станине лафета, станка или базовой машины, зарываемые в землю и устроенные таким образом, чтобы заглубляться при выстреле и предотвращать необходимость повторной грубой наводки орудия на цель.
Сошники применяются в артиллерии с XIX века на многих крупнокалиберных орудиях. Широко используются как на буксируемых орудиях (БО), так и на некоторых самоходных установках (САУ), поскольку являются эффективным и простым способом минимизации смещения ствола после выстрела, что позволяет не менять кардинально положение орудия. C 1930-х годов БО, как правило, имеют лафет с двумя, тремя или четырьмя раскладывающимися станинами с сошниками. В конструкции САУ, напротив, с 1980-х годов сошники почти не применяются вследствие повышенных требований к мобильности, а массивный сошник имеет значительную массу и требует некоторого времени для приведения его в боевое положение.

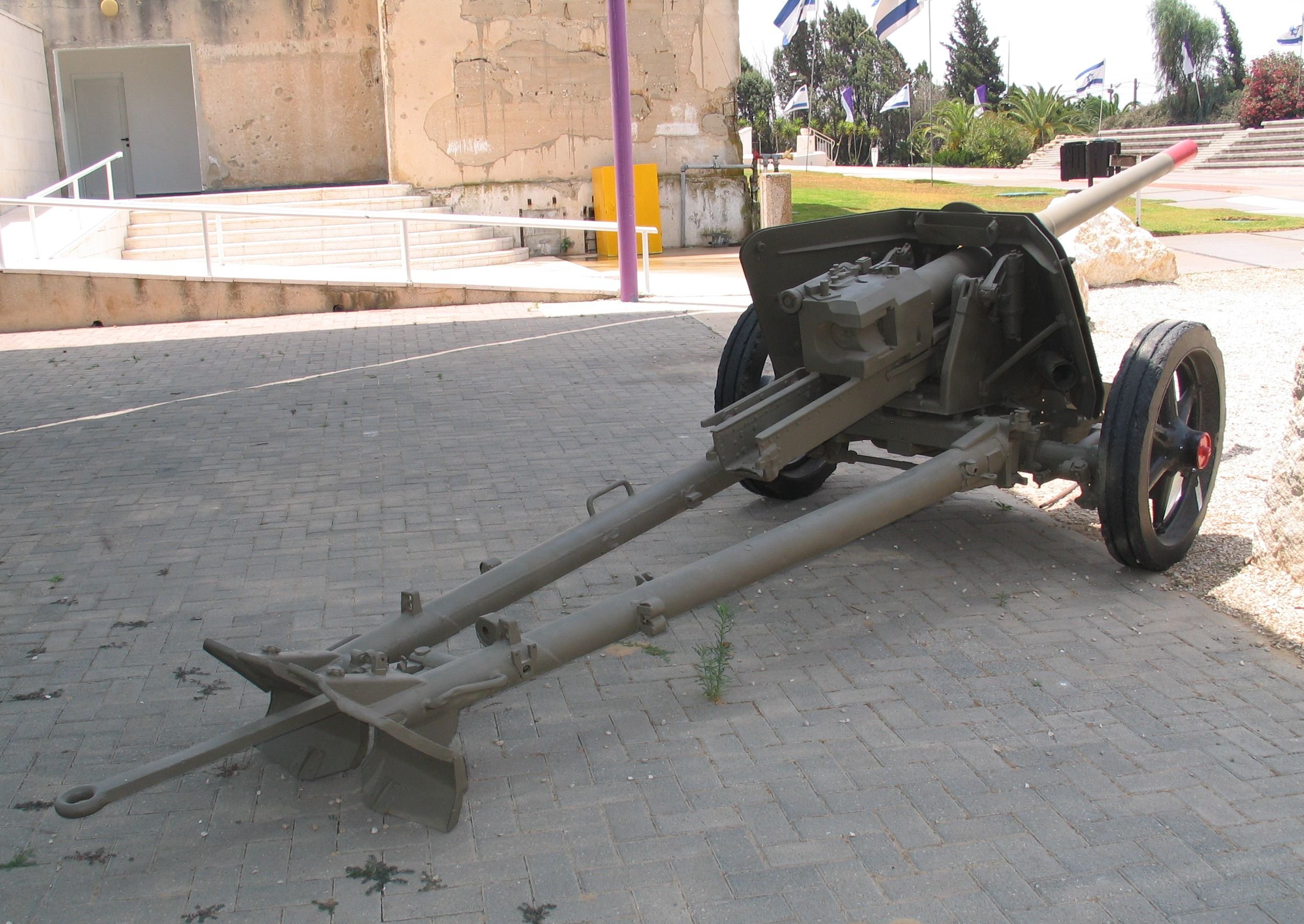
Сошник Pak 40.
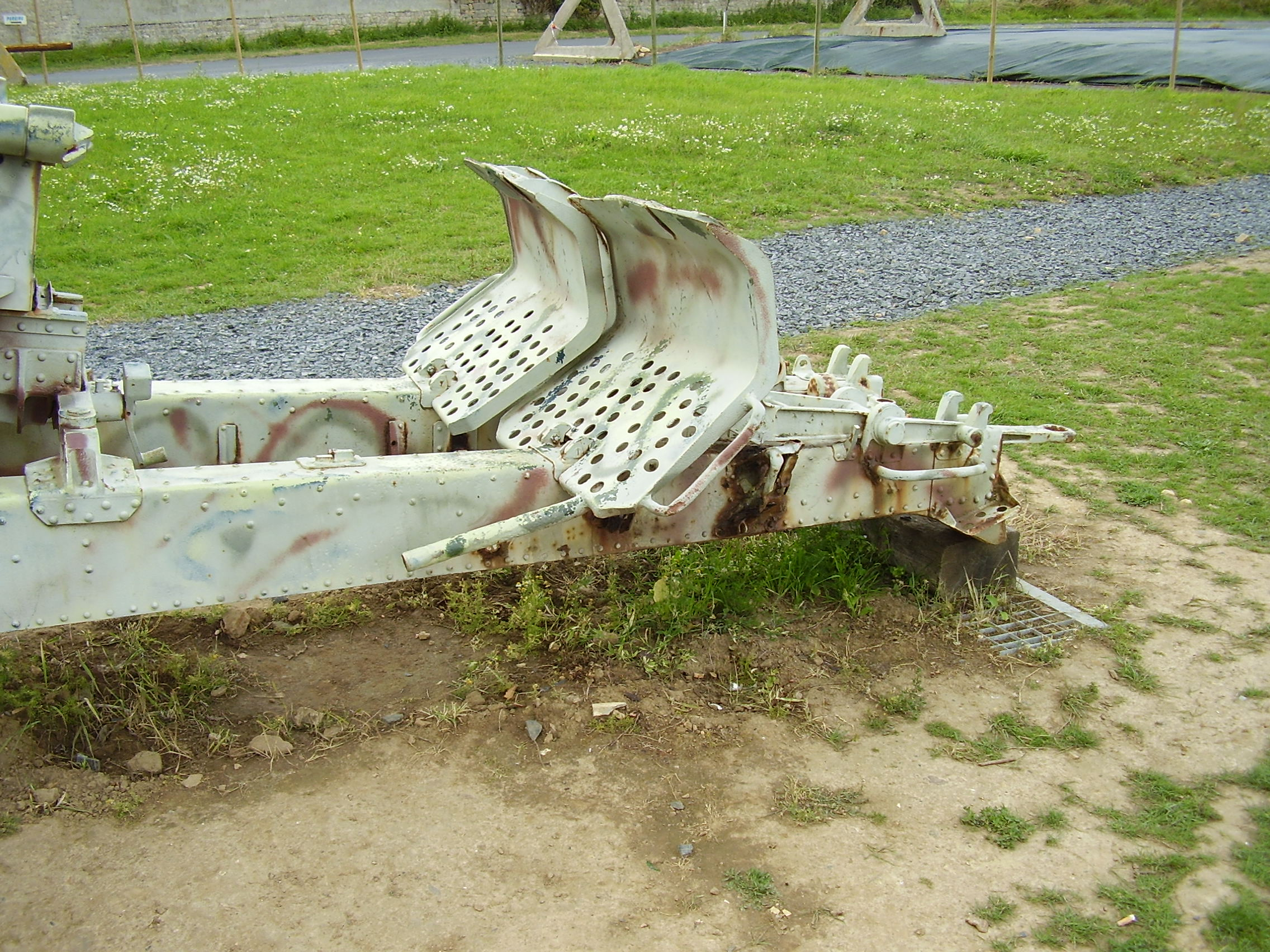
Сошник орудия Pak 43 в сложенном состоянии.
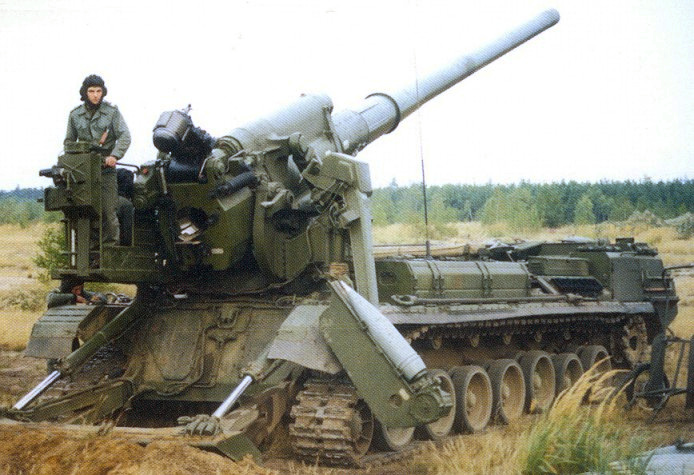
САУ 2С7 ( «Пион» ) в боевом положении.